# Ústecký Pride
Ústecký Pride je český festival LGBTQ hrdosti, který se od roku 2022 odehrává každoročně v Ústí nad Labem. Jeho organizátorem je stejnojmenný kolektiv, součástí festivalu není tzv. „pochod hrdosti“.

## Vznik a první ročník (2022)
Ústecký Pride se sám definuje jako otevřený kolektiv, který má za cíl podporovat LGBTQA+ komunitu v Ústeckém kraji. První ročník festivalu s heslem „safe space“ se konal ve dnech 20. a 21. září 2022. Cílem organizátorů bylo poskytnout příjemné a komfortní prostředí pro členy LGBTQA+ komunity a jejich přátele, a to formou vzdělávání, poznávání a zábavy. První den se konal piknik v Městských sadech v Ústí nad Labem a následně v místní Čajovně U Vysmátý žáby pak čtení poezie, výroba nášivek/výšivek s queer motivy a přednáška/workshop ohledně přípravy kombuchy. Druhý den se odehrál v kulturním centru Veřejný sál Hraničář, a to formou diskuze o bezpečném prostoru pro queer lidi, workshopu drag queen/king make upu a lakování nehtů, promítání krátkých filmů s queer tematikou, koncerty (Yasmina Melliti, Lada Jaff) a afterparty.
Mezi jednotlivými ročníky festivalu organizuje kolektiv Ústecký Pride i pravidelnější setkání menšího formátu, např. promítání queer filmů či okupační stávku za klima na Fakultě umění a designu Univerzity Jana Evangelisty Purkyně v Ústí nad Labem.

## Druhý ročník (2023)
Druhý ročník festivalu začal dne 13. května 2023 férovou snídaní (piknikem v Městských sadech) a pokračoval ve dnech 25. až 30. června 2023. Akce začala už o den dřív společným výletem na pride v německých Drážďanech, následně pokračovala promítáním queer filmu v děčínském Družstvu Racek a queer fotbalovým zápasem na zapomenutém hřišti Parteru. Součástí byl také program v amfiteátru UJEP (beatbox workshop, povídání, kreslení, deskovky, promítání queer filmu), vernisáž v Čajce na Parteru či čtení poezie v Čajovně U Vysmátý žáby. Festival byl zakončen v kulturním centru Veřejný sál Hraničář celovečerním programem, který se skládal ze čtení knihy Za hranice genderové binarity a diskuze o ní, několika koncertů a performancí a několika drag show.

## Třetí ročník (2024)
Třetí ročník festivalu se konal ve dnech 17. až 23. června 2024 na několika rozličných lokacích v Ústí nad Labem. Organizátoři zdůrazňovali, že Ústecký pride je malý non cis orientovaný pride plný zábavného i edukačního programu nejen pro LGBTQA+ z Ústeckého kraje, který se snaží pořádat své akce i mimo pride týden během roku. Jedná se o nekomerční event, kdy jeho průběh je závislý na financích získaných skrze crowdfundingovou kampaň Donio.
V rámci programu proběhla v pondělí 17. 6. vernisáž výstavy queer umění. V úterý se konala duhová knihovna, kde byla představena kniha Ani holka, ani kluk od Marto Kelbl; na akci vystoupili i drag king Rudy Daddy či spisovatel Marek Torčík. Ve středu se odehrál koncert a vystoupili DJs, ve čtvrtek proběhla přednáška o životě a zdraví LGBTQ+ lidí a básnické čtení s nakladatelstvím Adolescent. Pátek opět patřil koncertům, drag shows, performanci a DJs. V sobotu se uskutečnil workshop o univerzitě jako producentu hierarchií a promítal se film, v neděli festival zakončil queer fotbalový turnaj.

## Čtvrtý ročník (2025)
Čtvrtý ročník festivalu probíhal celý červen 2025 na několika rozličných lokacích v Ústí nad Labem. Organizátoři primárně spolupracovali s Čajovnou U vysmátý žáby, Veřejným sálem Hraničář, Knihovnou Ústeckého kraje a Kulturním střediskem. Celý program začal 1. června 2025 vernisáží v Čajce na Parteru a skončil 29. června 2025 na stejném místě společným výletem a dernisáží. Hlavními body programu byla přednáška „Dvou tátů“ a každoroční párty ve Veřejném sále Hraničář. V rámci programu byl zorganizován také výlet do německých Drážďan na podporu tamního Queer Pride Dresden.